# Saril
Saril ist ein osttimoresischer Ort im Suco Seloi Malere (Verwaltungsamt Aileu, Gemeinde Aileu).

## Geographie und Einrichtungen
Das Dorf Saril liegt im  Norden der Aldeia Hularema auf einer Meereshöhe von 979 m. Die Häuser des Ortes reihen sich entlang der Überlandstraße von Aileu nach Dili und ein paar Seitenstraßen. Ein Zufluss des Mumdonihun fließt durch den Ort. Sie gehören zum System des Nördlichen Laclós. Südlich befinden sich das Dorf Quinta de Portugal und die Gemeindehauptstadt Aileu. Folgt man der Überlandstraße nach Nordwesten, kommt man zu dem Weiler Ericoalefa und dem Dorf Darhai (beide in der Aldeia Raicoalefa, Suco Seloi Craic).
In Saril gibt es einen Wassertank.